# Tyson Chandler
Tyson Cleotis Chandler (Hanford, 2 ottobre 1982) è un ex cestista statunitense, professionista nella NBA.

## Carriera

### High school
Chandler ha frequentato la Dominguez High School a Los Angeles, California. Ha ricevuto lodi dai giornali Parade Magazine e USA Today, ed inoltre è stato selezionato per il McDonald's High School All-America Team. Chandler ha condotto la Dominguez alla vittoria di un campionato dello Stato prima di dichiararsi eleggibile per il draft NBA 2001.

### NBA

#### Chicago Bulls (2001-2006)
Chandler è stato seconda scelta assoluta per i Los Angeles Clippers, che lo girarono subito ai Chicago Bulls per il fresco vincitore dell'NBA Rookie of the Year Award Elton Brand. I Bulls intendevano affiancare a Chandler il fenomeno nell'high school Eddy Curry nel loro frontcourt. In ogni caso, entrambi i giocatori ebbero fortuna alterna durante la loro permanenza ai Bulls, ma questi periodi coincisero raramente. Nel caso di Chandler, lo hanno afflitto problemi alla schiena (ricorrenti in tutta la sua carriera), soprattutto durante la stagione NBA del 2003-04. In un periodo della sua carriera, Chandler è entrato in conflitto con Brendan Haywood dei Washington Wizards e Amar'e Stoudemire dei Phoenix Suns. Più tardi, sebbene i conflitti divennero meno frequenti, Chandler ha dovuto affrontare il problema dei falli, che hanno limitato il suo tempo in campo.
Chandler ha anche giocato un ruolo fondamentale nella corsa ai play-off dei rinati Bulls nella stagione 2004-05. Infatti, essendo stato uno specialista nel ruolo di difensore da ultimo quarto, con delle importanti stoppate contro grandi giocatori come Paul Pierce e Carmelo Anthony che salvavano i risultati, era stato ricompensato con un contratto a lungo termine per rimanere ai Chicago Bulls nei successivi sei anni, con un guadagno di 63 milioni di dollari. Con la partenza di Curry dopo la stagione 2004-05, Chandler divenne l'ultimo membro dell'era ai Bulls di Jerry Krause.

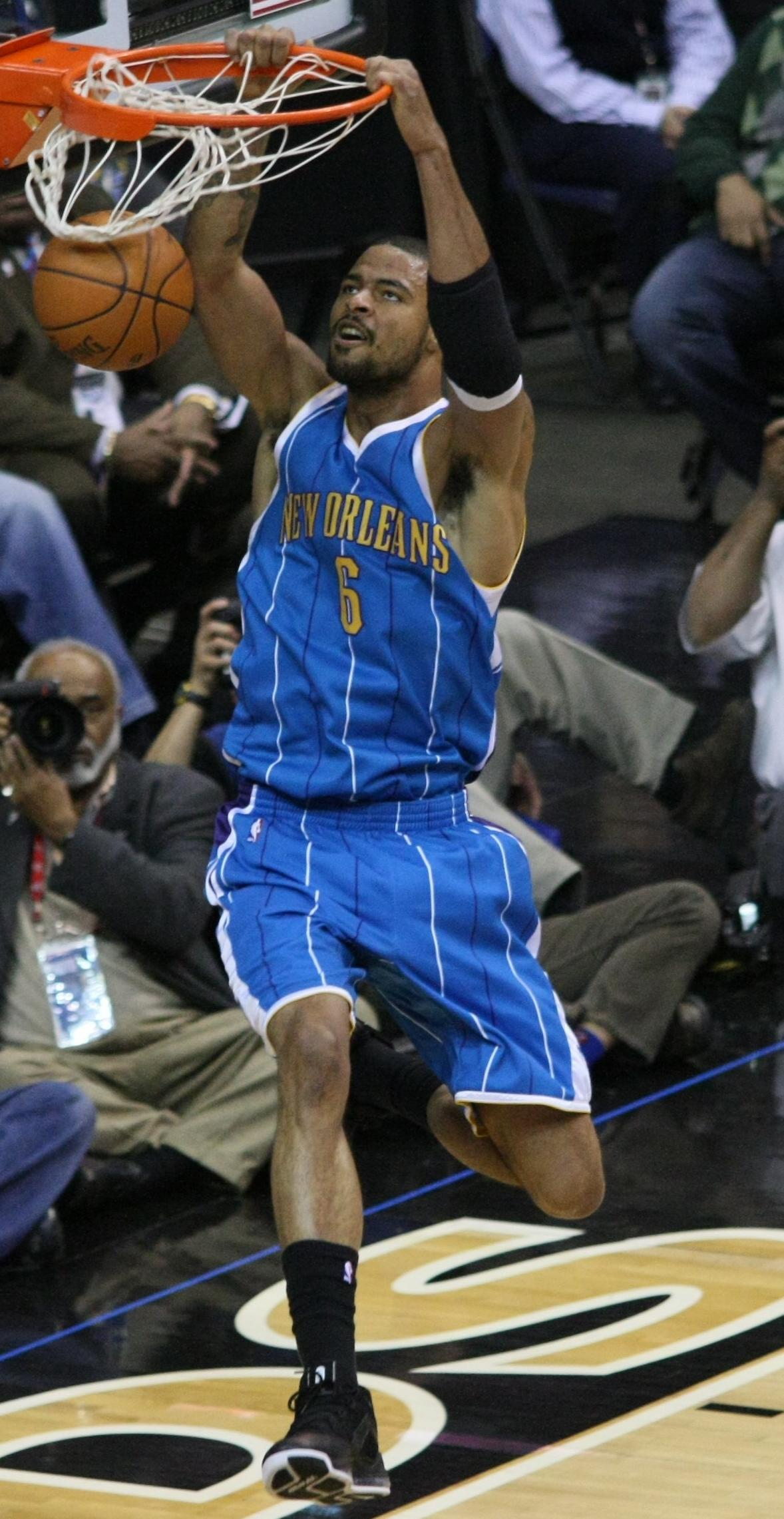
Chandler ai tempi dei New Orleans Hornets

Durante la stagione 2005-06, il più grande impatto di Chandler è stato in difesa, ma a causa del problema dei falli ha realizzato in media 5,3 punti a partita. Dovuto in parte alle sue prestazioni sotto-tono nei playoff e in parte all'ingaggio dei Bulls del quattro volte vincitore del premio di "Difensore dell'anno", Ben Wallace, nella offseason dopo la stagione 2004-05, il general manager dei Bulls John Paxson cominciò a considerare l'idea di cedere Chandler.

#### New Orleans Hornets (2006-2009)
Il 5 luglio 2006, i Chicago Bulls e i New Orleans Hornets si accordarono verbalmente per uno scambio che avrebbe mandato Chandler a New Orleans e J.R. Smith e P.J. Brown a Chicago.. L'affare venne portato a termine la settimana dopo.
Poi durante la stagione 2006-07 è sembrato che Chandler abbia preso maggior confidenza con la lega ed è diventato un rimbalzista sempre più prolifico, piazzandosi al secondo posto in NBA all'inizio di marzo (dietro solamente a Kevin Garnett).
Chandler ha avuto la sua migliore stagione nell'annata 2006-07 in cui ha realizzato in media 9,5 punti e 12,4 rimbalzi a partita aggiungendo anche 1,77 stoppate a gara.
Il 18 febbraio 2009 viene scambiato con gli Oklahoma City Thunder in cambio di Chris Wilcox e Joe Smith, ma la franchigia dopo aver effettuato le visite mediche ha deciso di annullare lo scambio, lasciando Chandler agli Hornets.

#### Charlotte Bobcats (2009-2010)
Dopo una stagione (quella 2008-09) condizionata dagli infortuni, viene scambiato con gli Charlotte Bobcats in cambio del pari ruolo Emeka Okafor, il 28 luglio 2009.

#### Dallas Mavericks (2010-2011)
Il 13 luglio 2010 viene scambiato, insieme ad Alexis Ajinça, con i Dallas Mavericks in cambio di Matt Carroll, Erick Dampier e Eduardo Nájera.
Conclude la sua prima stagione a Dallas con cifre molto solide in regular season, totalizzando 10,1 punti e 9,4 rimbalzi di media; ma soprattutto vincendo il primo titolo della sua carriera dove ha un ruolo decisivo per la sua fisicità e con i suoi punti e rimbalzi.
Nel 2011, dopo una stagione fantastica, vince il suo primo titolo NBA 4-2 contro i Miami Heat.

#### New York Knicks (2011-2014)
Alla fine della stagione cambia squadra e si trasferisce ai New York Knicks e vince il premio di miglior difensore dell'anno.

#### Ritorno a Dallas (2014-2015)
Il 25 giugno 2014 viene ceduto insieme a Raymond Felton ai Dallas Mavericks in cambio di Samuel Dalembert, José Calderón, Wayne Ellington e Shane Larkin, facendo così ritorno in Texas.

#### Phoenix Suns (2015-2018)
Il 1º luglio 2015 firma un contratto quadriennale da 52 milioni di dollari con i Phoenix Suns. Il 23 gennaio nella partita contro gli Atlanta Hawks mette a segno una doppia doppia da 13 punti e 27 rimbalzi di cui 13 offensivi, il che rappresenta il record di franchigia per i Suns. Ma avendo preso ben 20 rimbalzi anche nella precedente gara contro i San Antonio Spurs, Chandler diventa il primo giocatore della squadra dell'Arizona a catturare 20+ rimbalzi in due gare consecutive.
Nel novembre del 2018 raggiunge il buyout per il suo contratto corrente da 13 milioni di dollari con i Phoenix Suns.

#### Los Angeles Lakers (2018-2019)
Pochi giorni dopo aver lasciato la franchigia dell'Arizona firma un nuovo contratto con i Los Angeles Lakers valido fino alla fine della stagione.

#### Houston Rockets (2019-2020)
Il 18 luglio 2019 firma con gli Houston Rockets.

## Statistiche
| † | Denota le stagioni in cui ha vinto il titolo |
| * | Primo nella lega                             |

### NBA

#### Regular season
| Anno       | Squadra           | PG    | PT  | MP   | TC%   | 3P% | TL%  | RP   | AP  | PRP | SP  | PP   |
| ---------- | ----------------- | ----- | --- | ---- | ----- | --- | ---- | ---- | --- | --- | --- | ---- |
| 2001-2002  | Chicago Bulls     | 71    | 31  | 19,6 | 49,7  | -   | 60,4 | 4,8  | 0,8 | 0,4 | 1,3 | 6,1  |
| 2002-2003  | Chicago Bulls     | 75    | 68  | 24,4 | 53,1  | -   | 60,8 | 6,9  | 1,0 | 0,5 | 1,4 | 9,2  |
| 2003-2004  | Chicago Bulls     | 35    | 8   | 22,3 | 42,4  | 0,0 | 66,9 | 7,7  | 0,7 | 0,5 | 1,2 | 6,1  |
| 2004-2005  | Chicago Bulls     | 80    | 10  | 27,4 | 49,4  | 0,0 | 67,3 | 9,7  | 0,8 | 0,9 | 1,8 | 8,0  |
| 2005-2006  | Chicago Bulls     | 79    | 50  | 26,8 | 56,5  | 0,0 | 50,3 | 9,0  | 1,0 | 0,5 | 1,3 | 5,3  |
| 2006-2007  | N.O. Hornets      | 73    | 73  | 34,6 | 62,4  | 0,0 | 52,7 | 12,4 | 0,9 | 0,5 | 1,8 | 9,5  |
| 2007-2008  | N.O. Hornets      | 79    | 79  | 35,2 | 62,3  | 0,0 | 59,3 | 11,7 | 1,0 | 0,6 | 1,1 | 11,8 |
| 2008-2009  | N.O. Hornets      | 45    | 45  | 32,1 | 56,5  | -   | 57,9 | 8,7  | 0,5 | 0,3 | 1,2 | 8,8  |
| 2009-2010  | Charlotte Bobcats | 51    | 27  | 22,8 | 57,4  | -   | 73,2 | 6,3  | 0,3 | 0,3 | 1,1 | 6,5  |
| 2010-2011† | Dallas Mavericks  | 74    | 74  | 27,8 | 65,4  | -   | 73,2 | 9,4  | 0,4 | 0,5 | 1,1 | 10,1 |
| 2011-2012  | N.Y. Knicks       | 62    | 62  | 33,2 | 67,9* | 0,0 | 68,9 | 9,9  | 0,9 | 0,9 | 1,4 | 11,3 |
| 2012-2013  | N.Y. Knicks       | 66    | 66  | 32,8 | 63,8  | -   | 69,4 | 10,7 | 0,9 | 0,6 | 1,1 | 10,4 |
| 2013-2014  | N.Y. Knicks       | 55    | 55  | 30,2 | 59,3  | 0,0 | 63,2 | 9,6  | 1,1 | 0,7 | 1,1 | 8,7  |
| 2014-2015  | Dallas Mavericks  | 75    | 75  | 30,5 | 66,6  | -   | 72,0 | 11,5 | 1,1 | 0,6 | 1,2 | 10,3 |
| 2015-2016  | Phoenix Suns      | 66    | 60  | 24,5 | 58,3  | 0,0 | 62,0 | 8,7  | 1,0 | 0,5 | 0,7 | 7,2  |
| 2016-2017  | Phoenix Suns      | 47    | 46  | 27,6 | 67,1  | -   | 73,4 | 11,5 | 0,6 | 0,7 | 0,5 | 8,4  |
| 2017-2018  | Phoenix Suns      | 46    | 46  | 25,0 | 64,7  | -   | 61,7 | 9,1  | 1,2 | 0,3 | 0,6 | 6,5  |
| 2018-2019  | Phoenix Suns      | 7     | 0   | 12,7 | 66,7  | -   | 55,6 | 5,6  | 0,9 | 0,3 | 0,1 | 3,7  |
| 2018-2019  | L.A. Lakers       | 48    | 6   | 16,4 | 60,9  | 0,0 | 59,4 | 5,6  | 0,6 | 0,4 | 0,5 | 3,1  |
| 2019-2020  | Houston Rockets   | 26    | 5   | 8,4  | 77,8  | -   | 46,2 | 2,5  | 0,2 | 0,2 | 0,3 | 1,3  |
| Carriera   | Carriera          | 1 160 | 886 | 27,3 | 59,7  | 0,0 | 64,4 | 9,0  | 0,8 | 0,5 | 1,2 | 8,2  |
| All-Star   | All-Star          | 1     | 0   | 17,0 | 40,0  | -   | 100  | 8,0  | 0,0 | 0,0 | 0,0 | 7,0  |

#### Play-off
| Anno     | Squadra           | PG | PT | MP   | TC%   | 3P% | TL%  | RP   | AP  | PRP | SP  | PP   |
| -------- | ----------------- | -- | -- | ---- | ----- | --- | ---- | ---- | --- | --- | --- | ---- |
| 2005     | Chicago Bulls     | 6  | 0  | 28,7 | 47,5  | -   | 69,6 | 9,7  | 1,3 | 0,2 | 2,2 | 11,7 |
| 2006     | Chicago Bulls     | 6  | 0  | 17,3 | 66,7  | -   | 30,0 | 4,5  | 0,5 | 0,3 | 0,3 | 1,8  |
| 2008     | N.O. Hornets      | 12 | 12 | 34,3 | 63,2* | -   | 62,5 | 10,3 | 0,4 | 0,4 | 1,7 | 8,0  |
| 2009     | N.O. Hornets      | 4  | 4  | 23,5 | 50,0  | -   | 50,0 | 5,3  | 0,5 | 0,5 | 0,3 | 3,8  |
| 2010     | Charlotte Bobcats | 4  | 0  | 15,0 | 54,5  | -   | 66,7 | 2,5  | 0,5 | 0,5 | 0,8 | 3,5  |
| 2011†    | Dallas Mavericks  | 21 | 21 | 32,4 | 58,2  | -   | 67,9 | 9,2  | 0,4 | 0,6 | 0,9 | 8,0  |
| 2012     | N.Y. Knicks       | 5  | 5  | 33,4 | 44,0  | -   | 60,0 | 9,0  | 0,8 | 1,4 | 1,4 | 6,2  |
| 2013     | N.Y. Knicks       | 12 | 12 | 29,2 | 53,8  | -   | 75,0 | 7,3  | 0,3 | 0,7 | 1,2 | 5,7  |
| 2015     | Dallas Mavericks  | 5  | 5  | 32,0 | 65,5  | -   | 50,0 | 10,8 | 0,2 | 0,6 | 1,2 | 10,2 |
| 2020     | Houston Rockets   | 1  | 0  | 0,0  | -     | -   | 0,0  | 0,0  | 0,0 | 0,0 | 0,0 | 0,0  |
| Carriera | Carriera          | 76 | 59 | 28,9 | 56,6  | -   | 62,8 | 8,1  | 0,5 | 0,6 | 1,1 | 6,9  |

#### Massimi in carriera
- Massimo di punti: 28 vs Brooklyn Nets (26 novembre 2012)[7]
- Massimo di rimbalzi: 28 vs Golden State Warriors (27 febbraio 2013)
- Massimo di assist: 6 vs New York Knicks (11 aprile 2002)
- Massimo di palle rubate: 5 vs Atlanta Hawks (18 marzo 2003)
- Massimo di stoppate: 7 (3 volte)
- Massimo di tiri liberi: 14 vs Orlando Magic (5 novembre 2003)

## Palmarès
- McDonald's All-American Game (2001)
- Campionato NBA: 1

Dallas Mavericks: 2011
- NBA Defensive Player of the Year Award: (2012)
- NBA All-Defensive Team: 3

First Team: 2013
Second Team: 2011, 2012
- All-NBA Team: 1

Third Team: 2012
- NBA All-Star Game: 1

2013
- 2 volte maggior numero di rimbalzi offensivi in stagione NBA
- Trentasettesimo miglior rimbalzista di sempre NBA
- Cinquantesimo miglior stoppatore di sempre NBA